# Žirečská rezidence
Žirečská rezidence (latinsky Residentia Schurzensis) byla řádovým domem Tovaryšstva Ježíšova, nacházejícím se v Žirči (dnes součást Dvora Králové na Labem). Po celou dobu své existence (1636–1773) podléhala noviciátnímu domu u sv. Anny ve Vídni, a tudíž spadala do rakouské řádové provincie.

## Vznik rezidence
Proces vzniku rezidence započal v roce 1635 příslibem císaře Ferdinanda II. týkajícího se fundace pro vídeňský jezuitský noviciát. Slíbená fundace byla roku 1636 naplněna severovýchodočeskými panstvími Žacléř a Žireč, která byla po vraždě Albrechta z Valdštejna zkonfiskována Trčkům z Lípy. Protože obě panství byla od Vídně značně vzdálená, byla k jejich správě brzy zřízena samostatná rezidence. V čele rezidence stál superior. Proces převodu obou panství byl dokončen vtělením do desk zemských v roce 1652. Hlavním smyslem existence rezidence byla správa žacléřského a žirečského panství a odesílání výnosů vídeňskému noviciátu.

## Majetek spravovaný rezidencí
Úkolem rezidence bylo spravovat žacléřské a žirečské panství. Žacléřské panství se skládalo ze zámku Žacléře, stejnojmenného městečka (tehdy zvaného většinou Bernštat), vesnic Prkenný Důl, Bobr, Černá Voda, Lampertice, Královec, Bernartice a Bečkov. Roku 1692 k nim byla přikoupena ves Křenov. Původně panství mělo tři poplužní dvory, později přibyly dva další.
Žirečské panství se zpočátku skládalo z vesnic Žireč, Dolní a Horní Hřibojedy, Žirečská Podstráň, Zaloňov, Kašov, Libotov, Zboží, Záboří, části vsi Huntířov a vsi Starý Rokytník. Postupem času bylo rozšířeno o vsi Dubenec (1662), Litíč (po částech 1660, 1661, 1675, 1685), Kocléřov (po částech 1685, 1692, 1705), Vestec a Posadov (oboje 1684). K původním pěti poplužním dvorům dalšími nákupy přibyly čtyři další.

## Seznam superiorů rezidence
- Balthasar Bonningen (1636–1647)
- Joannes Eissert (1647–1651)
- Carolus Correth (1651–1654)
- Joannes Schattner (1655–1660)
- Georgius Posch (1661–1666)
- Jacobus Topff (1667–1671)
- Christophorus Neppel (1671–1672)
- Aloysius Greußing (1673–1680)
- Jacobus Topff (1680–1689)
- Wolfgangus Winckler (1690–1691)
- Simon Grängler (1692–1704)
- Paulus Trefflinger (1705–1716)
- Franciscus Wirth (1717–1718)
- Adamus Kirchmayr (1719–1726)
- Josephus Wipplinger (1726–1735)
- Tobias Ertl (1736–1753)
- Fridericus Custerman (1754)
- Stephanus Pepeu (1754–1758)
- Christophorus Mayr (1758–1759)
- Fridericus Custerman (1759–1763)
- Stephanus Pepeu (1763–1772)
- Wilhelmus Helmreich (1773)